# 汪胡桢旧居
汪胡桢旧居又名湖滨小筑，位于中国浙江省嘉兴市南湖区建设街道梅湾街东区帆落浜39号，地濒鸳水边，为近现代水利工程学家汪胡桢在嘉兴的住所，目前正由嘉兴市政府进行对外开放前的修复和陈列布展工作。1928年汪胡桢任太湖水利工程处副总工程师时在此购地筑楼，以作奉母养颐之所，后毁于抗战，1948年重建。旧居占地2466平方米，主楼为工字型的西式花园洋房，大门一侧有2010年所立的汪胡桢雕塑。